# 下今市機関区
下今市機関区（しもいまいちきかんく）は、栃木県日光市にある東武鉄道の車両基地。下今市駅に隣接する。
東武鉄道では約50年ぶりの蒸気機関車 (SL) を用いた列車である「SL大樹」の運行開始に伴い、当機関区が新設された。
なお、当機関区には「SL大樹」の運転にかかわる乗務員、および使用するSLとディーゼル機関車の点検・確認を行う検修員が所属している。

## 沿革
- 2017年（平成29年）
  - 4月21日 - 乗務員基地として発足。前日で廃止となった新栃木乗務管区の一部仕業を引き継ぎ、南栗橋-東武日光・新藤原間を担当する。
  - 5月2日 - 正式開設[3][4]。

## 設備
構内には、以下の設備を有している。
- 機関庫（3線）- 当初は2線だったが、2020年に欠番となっていた1番機関庫を増築する形で3線となった。
- 上路式転車台 - 国鉄時代の長門機関区で使用されたものを当機関区に移設した[3][7]。
- 引上線
- 洗浄線
- SL展示館[8]

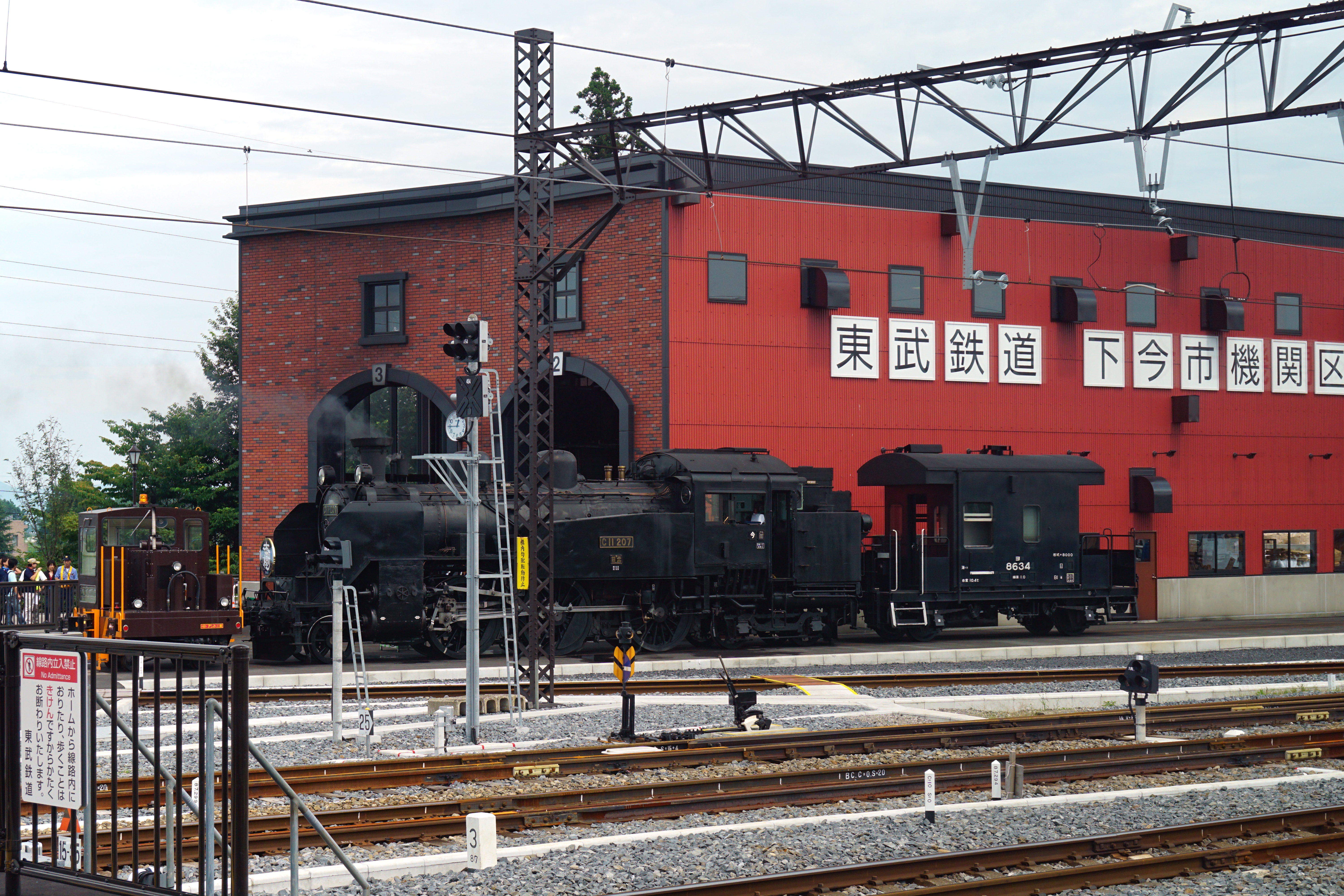
増築前の機関庫とSL大樹
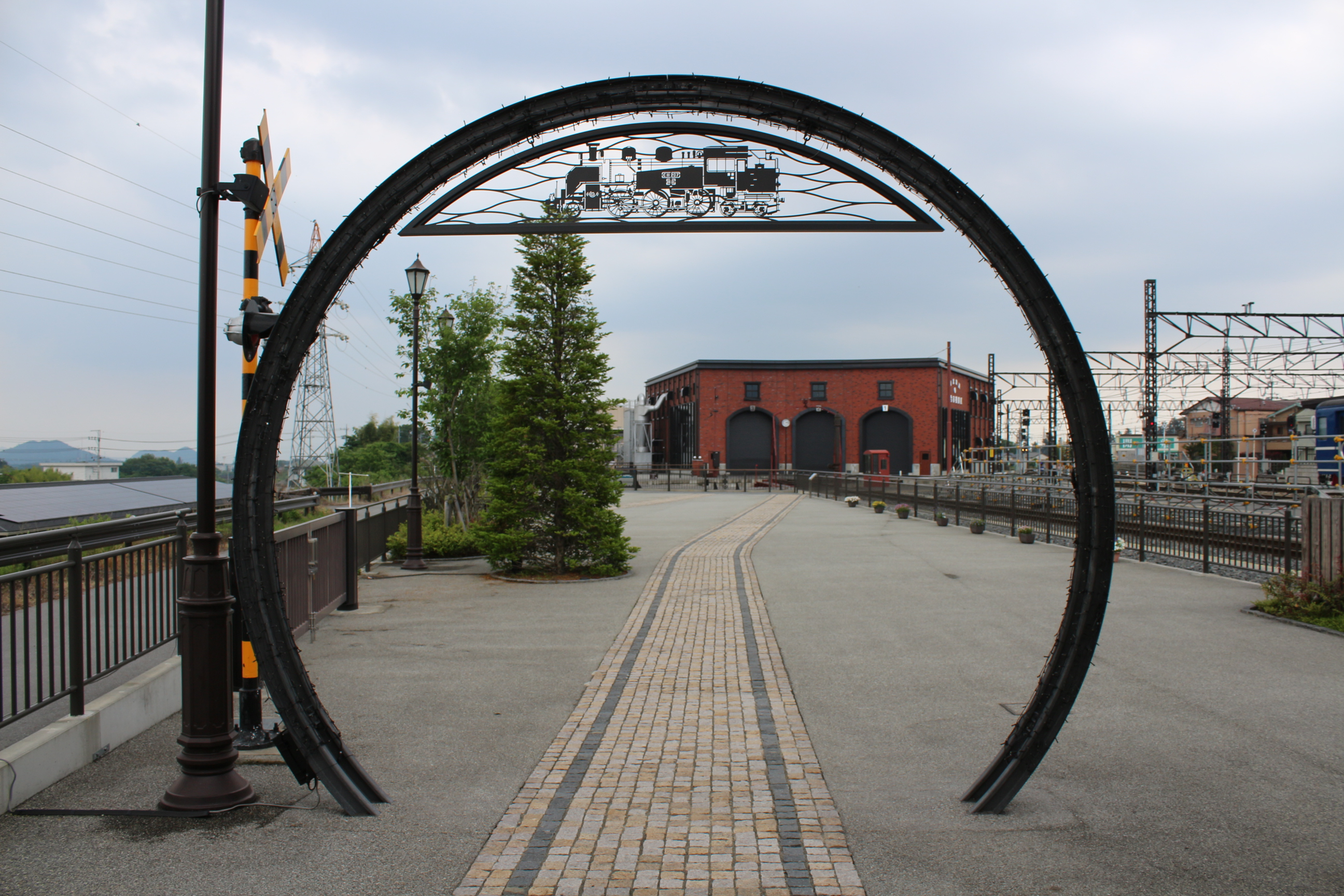
転車台広場
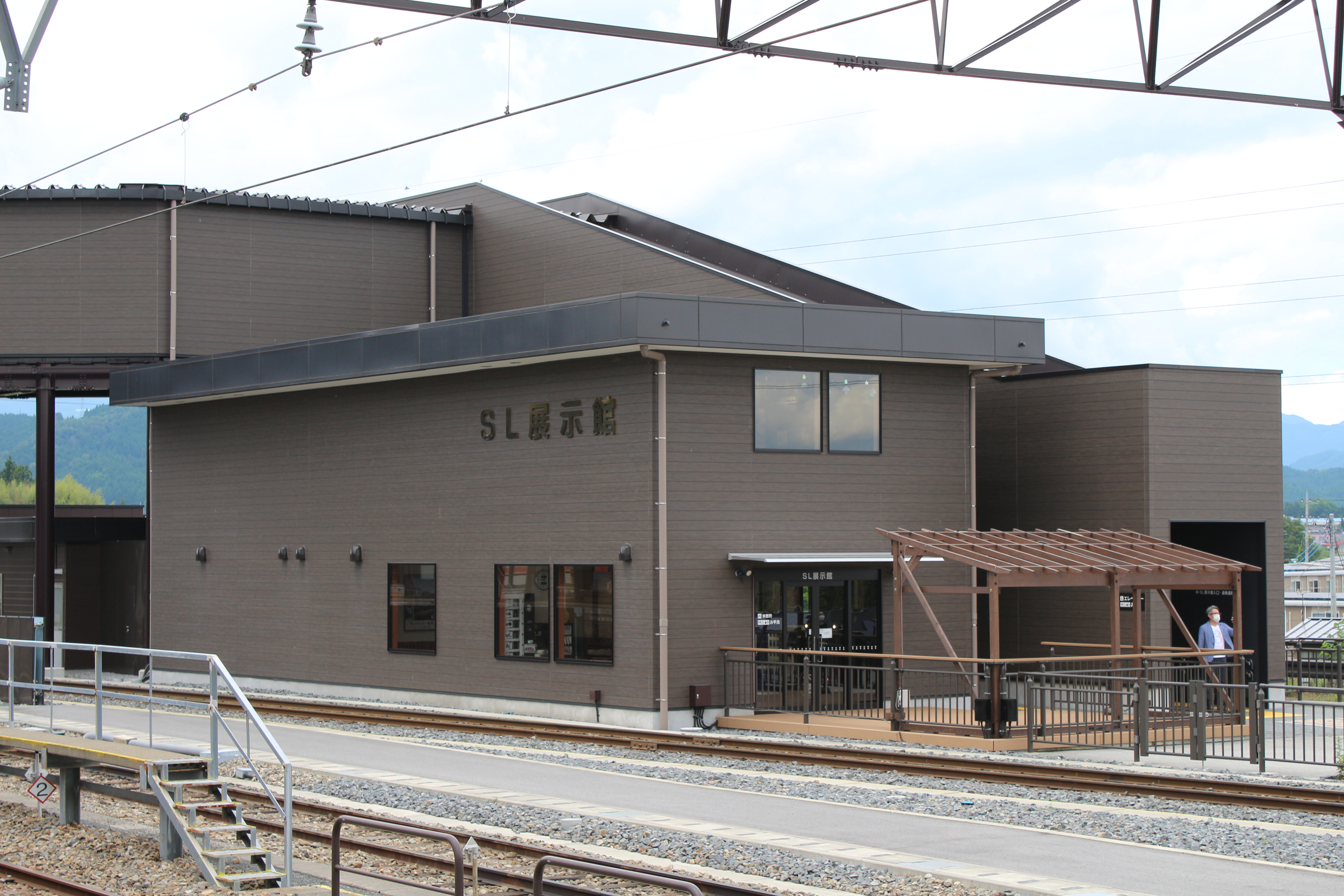
SL展示館
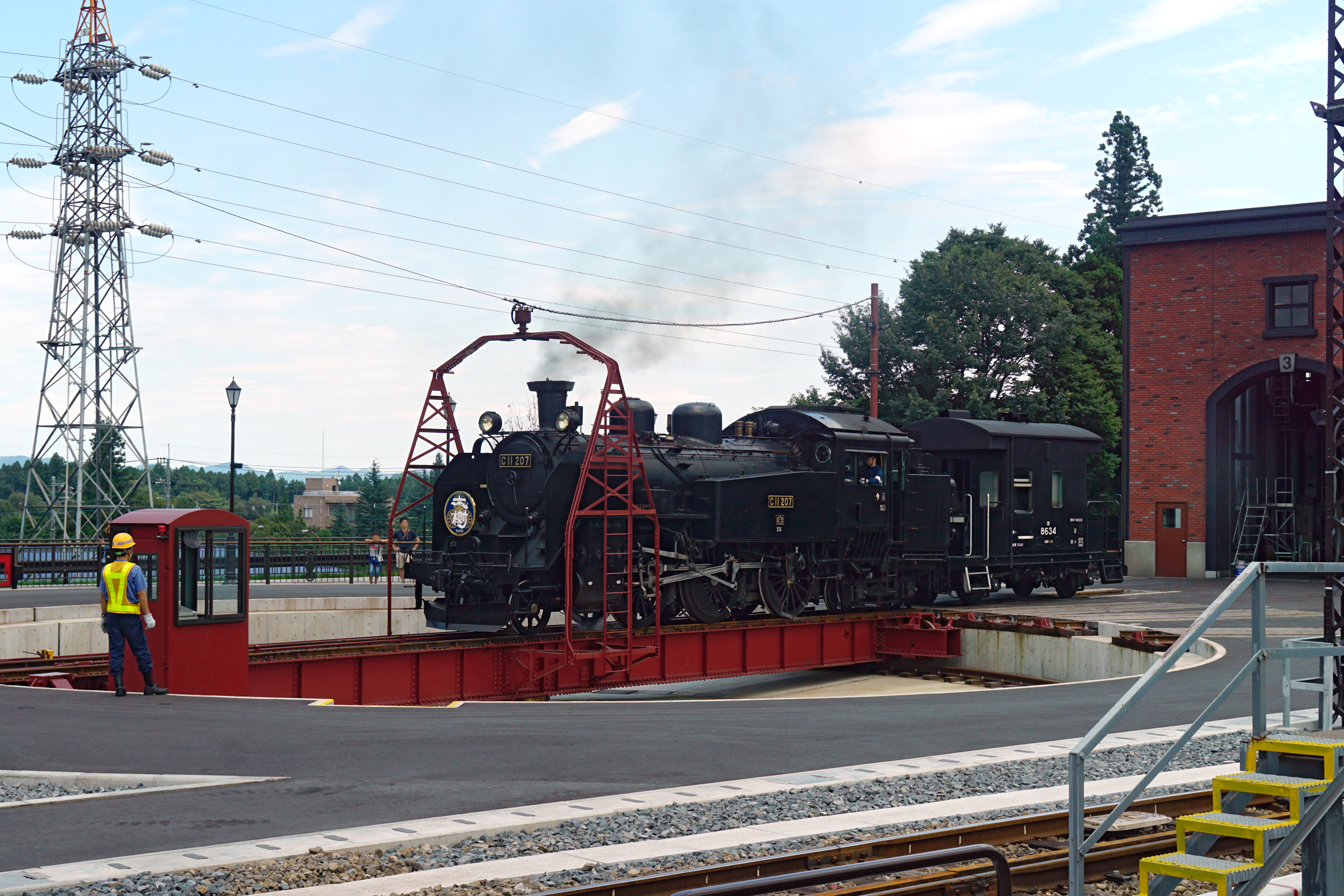
上路式転車台